# Leucauge digna
Espèce
Synonymes
- Tetragnatha digna O. Pickard-Cambridge, 1870
- Tetragnatha indigna O. Pickard-Cambridge, 1870

Leucauge digna est une espèce d'araignées aranéomorphes de la famille des Tetragnathidae.

## Distribution
Cette espèce est endémique de l'île de Sainte-Hélène.

## Publication originale
- O. Pickard-Cambridge, 1870 : Notes on some spiders and scorpions from St Helena, with descriptions of new species. Proceedings of the Zoological Society of London, vol. 1869, p. 531-544 (texte intégral).